# Stenogrammitis
Stenogrammitis, rod pravih paprati (papratnice) iz potporodice Grammitidoideae,. dio porodice Polypodiaceae, red Polypodiales. Kew ovaj rod tretira kao sinonim za Grammitis.
Postoji 25 vrsta u Neotropima, Africi, Havajima. Rod je opisan u Brittonia 63(1): 141–145, f. 1A–M, 2A–F. 2011. Tipična je Stenogrammitis myosuroides (Sw.) Labiak. 

## Vrste
1. Stenogrammitis aethiopica (Pic.Serm.) Labiak; endem iz Etiopije
2. Stenogrammitis anamorphosa (Proctor) Labiak
3. Stenogrammitis ascensionensis (Hieron.) Labiak; endem sa otoka Ascension
4. Stenogrammitis brevipubens Labiak; endem iz Paname
5. Stenogrammitis delitescens (Maxon) Labiak
6. Stenogrammitis hartii (Jenman) Labiak
7. Stenogrammitis hellwigii (Mickel & Beitel) Labiak; endem iz Meksika (Oaxaca)
8. Stenogrammitis hildebrandtii (Hieron.) Labiak; endem sa Madagaskara
9. Stenogrammitis jamesonii (Hook.) Labiak
10. Stenogrammitis limula (Christ) Labiak
11. Stenogrammitis micropecten (C.Chr.) Rakotondr. & Parris; endem sa Madagaskara
12. Stenogrammitis minutissima (J.W.Moore) Parris; endem sa Društvenih otoka (Raiatea)
13. Stenogrammitis myosuroides (Sw.) Labiak
14. Stenogrammitis nutata (Jenman) Labiak
15. Stenogrammitis oosora (Baker) Labiak
16. Stenogrammitis paucipinnata (Parris) Labiak; endem iz Tanzanije
17. Stenogrammitis prionodes (Mickel & Beitel) Labiak
18. Stenogrammitis pumila (Labiak) Labiak; endem iz Brazila
19. Stenogrammitis ruglessii (Proctor) Labiak
20. Stenogrammitis rupestris (Parris) Labiak; endem iz Tanzanije
21. Stenogrammitis saffordii (Maxon) Labiak; endem sa Havaja
22. Stenogrammitis strangeana (Pic.Serm.) Labiak
23. Stenogrammitis subcoriacea (Copel.) Labiak
24. Stenogrammitis tomensis (Schelpe) Labiak; endem sa  São Tomé
25. Stenogrammitis wittigiana (Fée & Glaz.) Labiak; endem iz Brazila
26. Stenogrammitis ×guatemalensis Labiak; endem iz Gvatemale

## Sinonimi
Nema.